# Alessandro Geraldini
Alessandro Geraldini (Amelia, 1455 – Santo Domingo, 8 marzo 1524) è stato un vescovo cattolico e umanista italiano.
Fratello di Antonio Geraldini fu attivo alla corte spagnola di Re Ferdinando e della Regina Isabella. È noto per il suo sostegno a Cristoforo Colombo. Prestò servizio come tutore dei reali infanti e in seguito accompagnò l'Infanta Caterina d'Aragona in Inghilterra, come suo confessore. Nel 1519, a 64 anni, viaggiò negli insediamenti spagnoli del Nuovo Mondo, e divenne vescovo di Santo Domingo.

## Biografia
Geraldini nacque ad Amelia. In gioventù si recò in Spagna, dove prestò servizio contro i Portoghesi nel 1475-1476. Ordinato sacerdote, gli fu affidata l'educazione dei figli della famiglia reale. Durante tale servizio egli presentò favorevolmente alla famiglia reale Colombo, che era giunto per presentare ai sovrani di Castiglia e Aragona il suo piano di scoperta di un nuovo mondo.
Già vescovo di Vulturara e Montecorvino dal 1496, nel 1516 fu nominato vescovo di Santo Domingo, ma s'imbarcò da Siviglia per il Nuovo Mondo solo nel 1519. A Santo Domingo, nel 1522, promosse la ripresa dei lavori della nuova Cattedrale di Nostra Signora dell'Incarnazione, futura sede episcopale dell'Arcidiocesi di Santo Domingo.
Scrisse un gran numero di opere teologiche, lettere, poesie, una biografia di Caterina d'Aragona, trattati di politica e pedagogia, e un importante resoconto del suo viaggio alle Antille. Morì a Santo Domingo.

### Per approfondire
- Garret Mattingly, Catherine of Aragon, Boston, Little, Brown & Company, 1941.